# Monomorium wroughtoni
Monomorium wroughtoni är en myrart som beskrevs av Auguste-Henri Forel 1902. Monomorium wroughtoni ingår i släktet Monomorium och familjen myror. Inga underarter finns listade i Catalogue of Life.